# Warabak
Warabak – miasto w Sudanie Południowym w stanie Aweil Wschodni. Liczy 2709 mieszkańców (szacunek 2013).